# Gurdwara Baba Atal

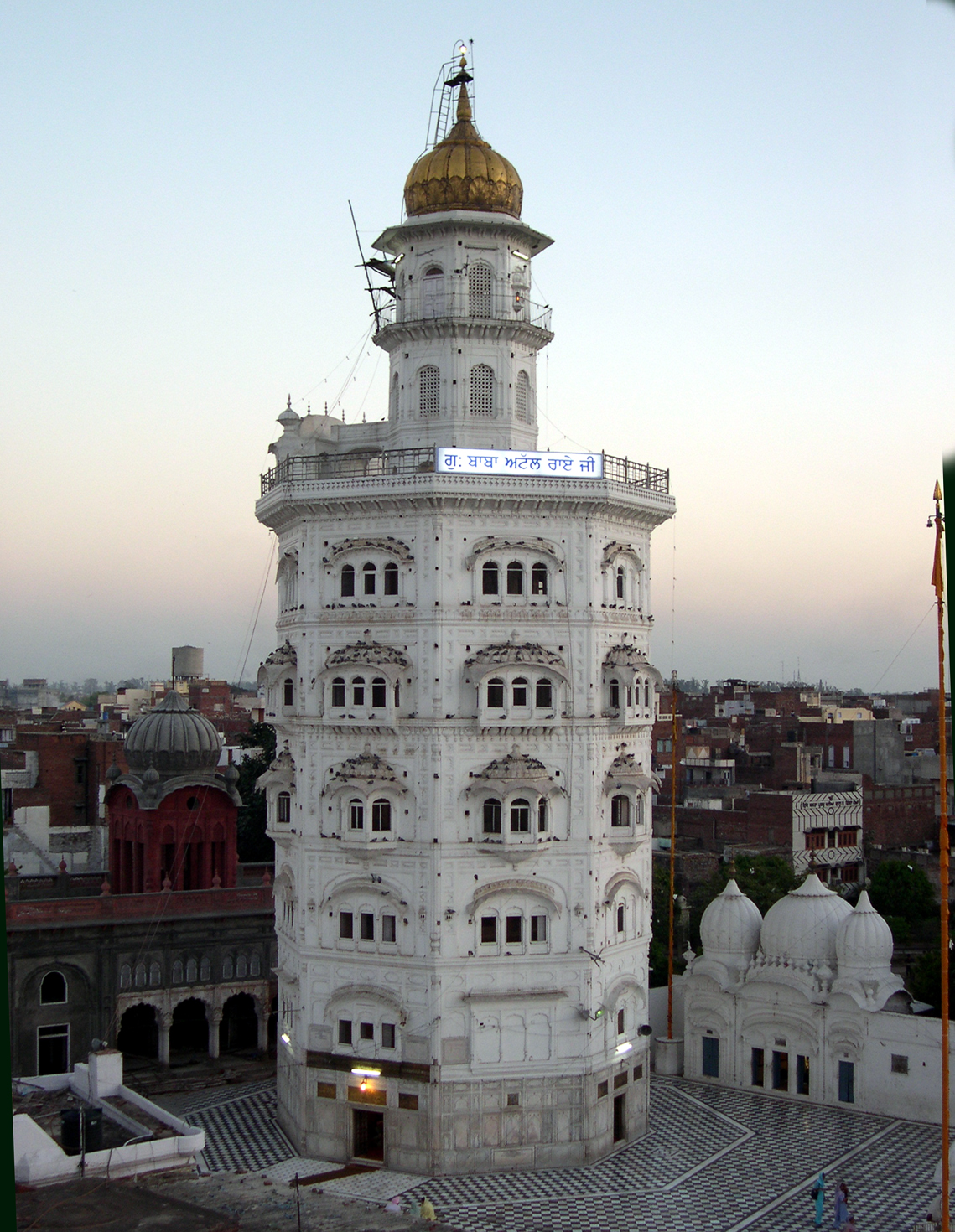
Gurudwara Baba Atal

Der Gurdwara Baba Atal ist ein Sikh-Heiligtum in Amritsar, Punjab. Er liegt nur unweit des Goldenen Tempels und ist von dort zu Fuß erreichbar. Der Tempel wurde vor etwa zwei Jahrhunderten erbaut und dient der Erinnerung an Baba Atal (translit. Aṭṭal) Rai (Punjabi: ਬਾਬਾ ਅਟੱਲ ਰਾਏ), den Sohn von Guru Har Gobind. Die neun Stockwerke des Baus sollen an die neun Lebensjahre Baba Atal Rais bis zu seinem frühen Tod im Jahr 1628 erinnern.

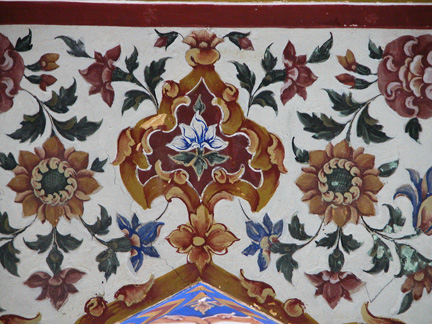
Mosaik aus dem Tempelinneren